# Ophcrack
Ophcrack é um software livre de código aberto (licenciado pela GPL) que quebra senhas de logon do Windows usando hashes LM por meio de tabelas do arco-íris. O programa inclui a capacidade de importar os hashes de uma variedade de formatos, incluindo o dumping diretamente dos arquivos SAM do Windows. Na maioria dos computadores, o ophcrack pode decifrar a maioria das senhas em alguns minutos.
As tabelas arco-íris para hashes LM são fornecidas gratuitamente pelos desenvolvedores. Por padrão, o ophcrack é fornecido com tabelas que permitem quebrar senhas com no máximo 14 caracteres usando apenas caracteres alfanuméricos. Estão disponíveis para download gratuito quatro tabelas do Windows XP e quatro do Windows Vista.
A Objectif Sécurité possui tabelas ainda maiores para compra, destinadas ao uso profissional. Tabelas arco-íris maiores são hash NTLM para quebrar senhas do Windows Vista/Windows 7.
O Ophcrack também está disponível como distribuições Live CD, que automatizam a recuperação, descriptografia e quebra de senhas de um sistema Windows. Uma distribuição Live CD está disponível para Windows XP e inferiores, assim como outra para Windows Vista e Windows 7. As distribuições Live CD do ophcrack são construídas com o SliTaz GNU/Linux.
A partir da versão 2.3, o Ophcrack também quebra os hashes NTLM. Isso é necessário se a geração do hash LM estiver desativada (isso é o padrão para o Windows Vista) ou se a senha tiver mais de 14 caracteres (nesse caso, o hash LM não será armazenado).
A partir da versão 3.7.0, o código fonte foi movido do SourceForge para o GitLab.